# Tropenzoo Bansin
Koordinaten: 53° 58′ 11″ N, 14° 8′ 19″ O
Der Tropenzoo Bansin (früher: Tropenhaus Bansin) ist ein Kleinzoo im zur Gemeinde Heringsdorf gehörenden Seebad Bansin auf der Insel Usedom. Zum Tierbestand zählen rund 150 vorwiegend exotische Tiere aus 50 Arten, darunter Leguane, Schlangen, Vögel und Affen, die überwiegend in zwei Hallen sowie in einigen Außengehegen untergebracht sind. Die Einrichtung beteiligt sich unter anderem am Europäischen Erhaltungszuchtprogramm für Weißgesichtseidenäffchen (Callithrix geoffroyi).
Darüber hinaus fungiert der Tropenzoo, in der Eigendarstellung „der kleinste echte Zoo Deutschlands“, als Auffangstation für Landschildkröten und andere exotische Tiere, die von der Bundeszollverwaltung an der Grenze zu Polen am nahegelegenen Grenzübergang zwischen Ahlbeck und Swinemünde beschlagnahmt wurden. Zu der von Apartmenthäusern umgebenen Anlage gehört auch ein Streichelgehege mit Ziegen und Eseln.
Eröffnet wurde das Tropenhaus 1970. Im Jahr 1995 erfolgte eine Neueröffnung in privater Trägerschaft an einem neuen Standort.